# Bazuna (instrument)
Bazuna – polski instrument ludowy z grupy drewnianych aerofonów ustnikowych, spotykany na Kaszubach. Dawniej wykorzystywana przez pasterzy oraz do celów obrzędowych (np. do wypędzania złych mocy, witania Nowego Roku), towarzyszyła też uroczystościom religijnym i obrzędowi ścinania kani; wykorzystywana była także jako instrument sygnalizacyjny i ostrzegawczy.

## Budowa
Bazuna jest rodzajem ligawki, drewnianego rogu o konicznym profilu, wąskiej menzurze i długości od ok. 1,5 do 2, 2,5 metrów (współcześnie spotyka się również dłuższe). Jej odpowiednikiem na Mazowszu i Podlasiu jest ligawka, a na Podhalu trombita. Porównywana jest również do rogu alpejskiego.
Wykonywana jest z konarów lub nierozgałęzionego pnia młodego drzewa (np. olchy, brzozy, klonu), rozciętego wzdłużnie na dwie części, wydrążonego i złączonego klejem oraz metalowymi, wiklinowymi bądź splecionymi z korzeni obręczami. Nie posiada otworów bocznych.
Do zadęcia służy drewniany, kielichowaty ustnik kształtem przypominający ustnik puzonu. Skala dźwiękowa obejmuje tony składowe szeregu harmonicznego (alikwoty) wydobywane przez zwiększanie lub zmniejszanie siły zadęcia.

## Historia

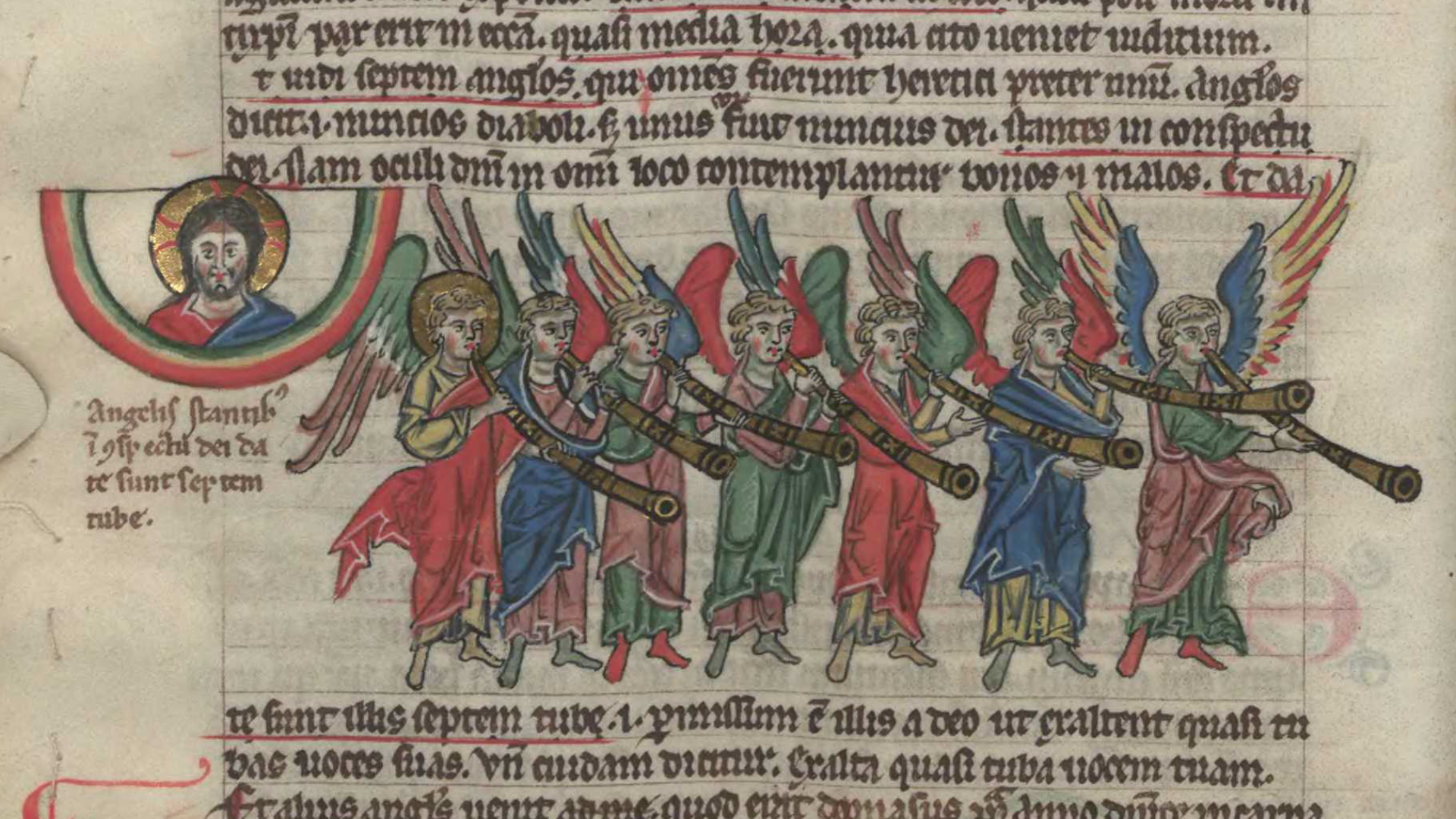
Anioły grające na trąbach – miniatura z wrocławskiego Expositio in Apocalypsim

Niektórzy badacze przypisują pojawienie się bazuny na Pomorzu flisakom, spławiającym towary z regionów górskich, gdzie odpowiednikiem tego instrumentu była trombita. Inni, opierając się na różnicach konstrukcyjnych, przypuszczają raczej odrębne pochodzenie.
Praprzodkiem bazun, ligawek i trombit są trąby nazywane też rogami, czyli instrumenty w których powietrze zostaje wprowadzone w drgania za pomocą warg grającego. Trąby o długiej prostej rurze wykonanej z bambusa znane były w starożytności jako instrumenty sygnałowo-fanfarowe. Najwcześniejsze wizerunki przedstawiające żołnierzy dmących w długie, lekko rozszerzające się ku końcowi, proste lub lekko wygięte tuby pochodzą ze starożytnej Asyrii. Podobne wizerunki pochodzące z XV w. p.n.e. odnajdywano na terenie Egiptu. Poza celami wojskowymi przypisuje się im rolę w kulcie Ozyrysa. Starożytni Grecy i Rzymianie przypisywali wynalazek trąby – nazywanej przez pierwszych salpinx, a drugich tuba – Etruskom. Podobne długie trąby wykonane zazwyczaj z metalu nazywane były we wczesnośredniowiecznej Europie buisine.
Długie trąby tubicinis procedentibus używane przez wojska słowiańskie wzmiankował Thietmar przy opisie bitwy nad Tongerzą. Wincenty Kadłubek opisując widowisko, które odbyło się w Krakowie w 1194, wzmiankuje piszczałki fistula oraz trąby tuba. Te długie, wąskie, o lekko konicznej menzurze, drewniane tuby są bezpośrednim przodkiem bazun, trombit oraz ligawek. Drewniane podłużne trąby występują również w polskiej ikonografii późnego średniowiecza, renesansu – kiedy wyraźnie zarysowywać się zaczyna podział instrumentarium na profesjonalne i ludowe, i później.
Dawniej bazuny wykorzystywano dla celów apotropeicznych (podczas czynienia obrzędowej wrzawy, wypędzania złych mocy), także sygnałowych (pasterze, rybacy, strażacy, oznajmianie rozpoczęcia zwyczajów i obrzędów), witania Nowego Roku, oraz w trakcie uroczystości religijnych i obrzędach ścinania kani. Współcześnie jej wykorzystanie jest wznawiane w ruchu folklorystycznym. Bazuna jest symbolem tożsamości etnicznej Kaszubów.
Współczesną odmianą bazuny jest bazuna koncertowa, wyposażona w osiem otworów zatykanych palcami, jak w trąbce barokowej lub flecie prostym. Autorem i wykonawcą pierwszej bazuny koncertowej jest Paweł Gruba.